# Oxypetalum molle
Oxypetalum molle är en oleanderväxtart som beskrevs av William Jackson Hooker och Arn.. Oxypetalum molle ingår i släktet Oxypetalum och familjen oleanderväxter. Inga underarter finns listade i Catalogue of Life.